# Сав'яно
Сав'яно (італ. Saviano) — муніципалітет в Італії, у регіоні Кампанія,  метрополійне місто Неаполь.
Сав'яно розташований на відстані близько 210 км на південний схід від Рима, 25 км на схід від Неаполя.
Населення — 16 000 осіб (2014).

## Демографія
Населення за роками:

Станом на 1 січня 2023 року в муніципалітеті офіційно проживало 685 іноземців з 41 країни, серед них 177 громадян країн Євросоюзу та 109 громадян України.

## Уродженці
- Франческо Романо (*1960) — відомий у минулому італійський футболіст, півзахисник.

## Сусідні муніципалітети
- Нола
- Сан-Віталіано
- Шишано
- Сомма-Везув'яна